# Poconé
Poconé este un oraș în Mato Grosso (MT), Brazilia.